# Liabellum
Liabellum là một chi thực vật có hoa trong họ Cúc (Asteraceae).

## Loài
Chi Liabellum gồm các loài: